# Кан, Боли
Бо́ли Кан, полное имя Абду́л Бо́ли Кан (фр. и англ. Abdoul Boly Kane; 30 мая 1963 года, г. Каолак, Сенегал) — российско-африканский культуртрегер, сенегальский филолог и лингвист. В 1990-х — 2000-х годах — главный промоутер и идеолог африканской музыкальной культуры в России, центральная фигура российской афро-сцены. Кандидат филологических наук.

## Биография
Родился 30 мая 1963 года в городе Каолак в центре Сенегала в семье предпринимателя. В 1990-х годах окончил два факультета Воронежского государственного университета (филологический и романо-германской филологии). В 1996 году переехал в Москву, где поступил в аспирантуру в Государственный институт русского языка имени А. С. Пушкина. Защитил диссертацию по теме «Способы выражения комической семантики в реагирующих репликах русского разговорного диалога».
С конца 1990-х годов, параллельно учёбе — главный организатор африканских музыкальных событий в Москве и других городах России, эксперт по африканским культурным проектам. C 2000 года сотрудничает с редакцией интернет-портала Africana.ru в организации культурных акций офлайн. Инициатор и главный организатор, в том числе, крупнейшего африканского фестиваля в истории России — «Афро Плюс» (2009, совместно с Игорем Сидом и Экой Дайс) на ВДНХ. Среди групп, продюсируемых Боли в разные годы, были «Джембе Африка», «Кимбата», «Compatriotes», «Sun Music» и многие другие.
Участие Боли Кана в африканском секторе культурной жизни Москвы и России было настолько важным, что в 2011 году, когда он собрался на родину в связи с получением профессорского места в Университете Шейха Анты Диопа (Дакар), Крымский геопоэтический клуб посвятил первое заседание своего 17-го сезона прощанию с ним, организовав совместно с афро-ориентированным сообществом Москвы литературно-музыкальный вечер-дискуссию «Прощай, Африка».
С 2014 года возобновил участие в российских афро-проектах, выступив ведущим нового фестиваля «Африка. Москва» (организатор Павел Африканда). В 2020 стал одним из главных участников международного (Россия, Ангола, Бенин, Испания, Камерун, Мали, Сенегал) круглого стола «Африка это книга» в Библиотеке иностранной литературы. В 2021 году выступил, совместно с малийским филантропом и политиком Алиу Тункара, координатором проекта в Западной Африке (Сенегал/Мали) — российской фольклорной экспедиции «Африка Пушкина».

## Некоторые научные работы
- Абдул Боли Кан. Социометрические и интеракциональные параметры полилога (опыт систематизации)
- Абдул Боли Кан. Теория речевых актов в отношении к речевому поведению

## Цитаты
- «Самый известный в России промоутер африканской музыки, филолог из Сенегала Боли Кан (периодически проводящий этношоу в самых разных клубах, от „Зажигалки“ до „Думы“)». Независимая газета, 10.02.2003.
- «Филолог из Сенегала Боли Кан присматривается к классикам XXI века». НГ — ЭксЛибрис, 14.04.2011
- «Нашим прототипом можно назвать фестиваль „Афро Плюс“… его идейный вдохновитель — сенегалец Боли Кан» Паша Африканда (Павел Коротков) для сайта www.JazzMap.ru, 12.12.2016
- «Главный промоутер африканской музыки в России последних десятилетий Боли Кан (Сенегал)». Сайт Библиотеки иностранной литературы, 25.05.2020.
- «Координаторами проекта в своих странах выступили двое, пожалуй, самых известных африканцев из бывших россиян: профессор-славист Боли Кан из Сенегала, экс-продюсер африканских музыкальных групп в Москве, и основатель петербургской ассоциации „Африканское единство“ Алиу Тункара, ныне депутат парламента Мали». Независимая газета, 15.12.2021